# منتخب روسيا لكرة اليد الشاطئية للسيدات
منتخب سيدات روسيا لكرة اليد الشاطئية هو الفريق الوطني لروسيا الاتحاد الروسي لكرة اليد وتشارك في المسابقات الدولية كرة اليد الشاطئية.

## نتائج بطولة العالم
- بطولة العالم لكرة اليد الشاطئية 2004 – المركز الأول
- بطولة العالم لكرة اليد الشاطئية 2006 – المركز الثالث
- بطولة العالم لكرة اليد الشاطئية 2008 – 5th place
- 2018 – 7th place

## روابط خارجية
- Official website
- IHF profile